# Élections cantonales zurichoises de 2023
Les élections cantonales zurichoises de 2023 ont lieu le 12 février 2023 afin de renouveler les 180 membres du Conseil cantonal et les 7 membres du Conseil d'État du canton de Zurich.
Le parlement reste de justesse à majorité de centre-gauche avec 91 sièges sur 180, contre 94 lors de la législature précédente. Dans le détail, les Verts, grands vainqueurs des élections précédentes, perdent trois sièges, tandis que Le Centre en gagne trois. L'Union démocratique du centre (UDC), grande perdante des élections précédentes, gagne un siège, tout comme le Parti socialiste et les Vert'libéraux, tandis que le Parti évangélique, La gauche alternative et l'Union démocratique fédérale en perdent un et le Parti libéral-radical reste stable,,.
Tous les membres du gouvernement sont pour leur part réélus, la conseillère nationale socialiste Priska Seiler Graf et le candidat libéral-radical Peter Grünenfelder échouant à récupérer un deuxième siège pour leur parti.
Le taux de participation pour l'élection au Conseil cantonal s'élève à 34,91 %.

## Résultats

### Conseil cantonal
|                           |                              |                           |         |       |      |        |               |  |  |
| Parti                     | Parti                        | Sigle                     | Voix    | %     | +/-  | Sièges | +/-           |  |  |
|                           | Union démocratique du centre | UDC                       | 79 287  | 24,92 | 0,45 | 46     | 1             |  |  |
|                           | Parti socialiste             | PS                        | 61 480  | 19,32 | 0,01 | 36     | 1             |  |  |
|                           | Parti libéral-radical        | PLR                       | 50 456  | 15,86 | 0,19 | 29     | en stagnation |  |  |
|                           | Vert'libéraux                | PVL                       | 40 562  | 12,75 | 0,16 | 24     | 1             |  |  |
|                           | Les Verts                    | PES                       | 33 200  | 10,43 | 1,48 | 19     | 3             |  |  |
|                           | Le Centre                    | LC                        | 19 178  | 6,03  | 0,21 | 11     | 3             |  |  |
|                           | Parti évangélique            | PEV                       | 12 277  | 3,86  | 0,38 | 7      | 1             |  |  |
|                           | Liste alternative            | AL                        | 8 342   | 2,62  | 0,53 | 5      | 1             |  |  |
|                           | Union démocratique fédérale  | UDF                       | 6 028   | 1,89  | 0,38 | 3      | 1             |  |  |
|                           | Autres partis                | Autres partis             | 9 331   | 2,32  | –    | 0      | en stagnation |  |  |
|                           |                              |                           |         |       |      |        |               |  |  |
| Votes valides             | Votes valides                | Votes valides             | 320 141 | 98,69 |      |        |               |  |  |
| Votes blancs et invalides | Votes blancs et invalides    | Votes blancs et invalides | 4 264   | 1,31  |      |        |               |  |  |
| Total                     | Total                        | Total                     | 324 405 | 100   | –    | 180    | en stagnation |  |  |
| Abstention                | Abstention                   | Abstention                | 604 798 | 65,09 |      |        |               |  |  |
| Inscrits / participation  | Inscrits / participation     | Inscrits / participation  | 929 203 | 34,91 |      |        |               |  |  |

### Au Conseil d'État
Chaque électeur disposant d'autant de voix qu'il y a de candidats à élire, la majorité absolue est calculée en divisant le nombre de voix distribuées aux candidats par le double du nombre de mandats à attribuer. La majorité absolue est donc de 129 855 voix.
| Candidats              | Candidats              | Partis                 | Premier tour | Premier tour |
| Candidats              | Candidats              | Partis                 | Voix         | %            |
| ---------------------- | ---------------------- | ---------------------- | ------------ | ------------ |
|                        | Mario Fehr             | Ind.                   | 192 711      | 58,45        |
|                        | Natalie Rickli         | UDC                    | 181 842      | 55,15        |
|                        | Ernst Stocker          | UDC                    | 177 639      | 53,88        |
|                        | Martin Neukom          | PES                    | 161,864      | 49,09        |
|                        | Jacqueline Fehr        | PS                     | 148 610      | 45,07        |
|                        | Sylvia Steiner         | LC                     | 146 242      | 44,35        |
|                        | Carmen Walker Späh     | PLR                    | 145 444      | 44,11        |
|                        | Priska Seiler Graf     | PS                     | 120 586      | 36,57        |
|                        | Peter Grünenfelder     | PLR                    | 108 395      | 32,88        |
|                        | Benno Scherrer         | PVL                    | 93 603       | 28,39        |
|                        | Anne-Claude Hensch     | AL                     | 70 189       | 21,29        |
|                        | Hans-Peter Amrein      | Ind.                   | 62 025       | 18,81        |
|                        | Daniel Sommer          | PEV                    | 42 961       | 13,03        |
|                        | Josua Dietrich         | Liste Libre            | 28 622       | 8,68         |
|                        | Peter Vetsch           | Ind.                   | 28 040       | 8,50         |
|                        | Florian Wegmann        | Ind.                   | 23 521       | 7,13         |
|                        | Bernhard Schmidt       | Ind.                   | 21 861       | 6,63         |
|                        | Patrick Jetzer         | Aufrecht               | 17 130       | 5,20         |
|                        | Divers                 | Divers                 | 46 672       | 14,16        |
|                        |                        |                        |              |              |
| Votes valides          | Votes valides          | Votes valides          | 329 712      | 99,17        |
| Votes blancs           | Votes blancs           | Votes blancs           | 2 285        | 0,69         |
| Votes nuls             | Votes nuls             | Votes nuls             | 479          | 0,14         |
| Total                  | Total                  | Total                  | 332 476      | 100          |
| Abstention             | Abstention             | Abstention             | 596 727      | 64,22        |
| Inscrits/Participation | Inscrits/Participation | Inscrits/Participation | 929 203      | 35,78        |